# Slaget ved Palo Alto
Slaget ved Palo Alto var den første større træfning i den Mexicansk-amerikanske krig og blev udkæmpet den 8. maj 1846 på omstridt land ca. 8 km fra vore dages Brownsville. En styrke på ca. 3.400 mexicanske soldater tilhørende Nord-hæren under ledelse af General Mariano Arista, kom i kamp med en styrke på 2.400 amerikanske soldater – den såkaldte observationshær.

## Baggrund
Slaget indtraf som følge af mexicanske bestræbelser på at belejre en amerikansk stilling "Fort Texas", som mexicanerne mente var blevet opført på mexicansk jord. General Zachary Taylor, som var ved at få forsyninger fra Port Isabel, hørte kanontorden i det fjerne. Mexicanerne var begyndt at angribe Fort Texas. General Taylor samlede sine tropper og skyndte sig af sted for at undsætte fortet, men blev inden da angrebet af en mexicansk styrke under general Arista. En anden mexicansk styrke på 1.540 mand, inklusive 14 kanoner under general Francisco Mejia blev efterladt ved Fort Brown og Matamoros.

## Slaget
General Aristas hær var spredt ud på en 1,5 km lang front, hvilket gjorde et bajonetangreb umuligt. I et uventet træk førte general Taylor sit artilleri frem for at angribe fjenden. Det var the Flying Artillery – taktikken var at anvende beredent artilleri til at angribe med, for derefter hurtigt at flytte det til en ny position og skyde igen, og var blevet udviklet af major Samuel Ringgold — der vandt slaget for amerikanerne. Det mexicanske artilleri var tungt og langsomt; ubrugeligt i det tykke krat ved Palo Alto. Arista beordrede kavaleriangreb for at ramme artilleristerne i flanken, men det amerikanske beredne artilleri var i stand til hurtigt at skifte position og kaste de angribende dragoner tilbage.

## Efterspil
Ringgold døde af sår som han modtog i slaget, men hans død gav moralen et skud tværs over Amerika. Da Taylor stod op næste dag opdagede ham at mexicanerne havde trukket sig tilbage fra slagmarken og flyttet deres lejr til der hvor de mødtes næste gang – Resaca de la Palma.
Mexicanerne led store tab sammenlignet med amerikanerne af flere årsager. Det mexicanske krudt var ringere end amerikanernes, hvilket forkortede rækkevidden af deres kanoner og musketter.
Det dårlige krudt havde en tendens til at eksplodere for tidligt, hvilket fik mange soldater til at bruge mindre ladninger, hvilket yderligere forkortede rækkevidden af deres våben.
Mexicanske soldater havde i reglen meget lidt træning og var ofte bange for det ustabile krudt.
Mexicanerne havde våben som var teknologisk underlegne i forhold amerikanernes. Aristas mænd brugte den britiske Brown bess musket, som var det våben briterne havde brugt under Napoleonskrigene og den amerikanske uafhængighedskrig
Slagmarken kaldes i dag Palo Alto Battlefield National Historic Site og vedligeholdes af National Park Service.